# ルート・オブ・オール・イーヴィル
『ルート・オブ・オール・イーヴィル』（原題：The Root of All Evil）は、スウェーデンのメロディックデスメタル・バンド、アーチ・エネミーが2009年に発表したセルフカバー・アルバム。

## 背景
ヨハン・リーヴァ在籍時のアルバム『ブラック・アース』、『スティグマータ』、『バーニング・ブリッジズ』からの曲を、アンジェラ・ゴソウを含む2009年当時のラインナップで再録音した内容である。ミキシングおよびマスタリングはアンディ・スニープが担当した。
日本盤限定ボーナス・トラックの「明日への翼」（ヨーロッパのカバー）と「ウォーク・イン・ザ・シャドウ」（クイーンズライクのカバー）は、アルバム『ライズ・オブ・ザ・タイラント』（2007年）の制作中に録音された。また、日本盤およびヨーロッパ限定盤の両方に収録されたライブ音源3曲は、2004年12月17日のロンドン公演で録音された。

## 反響・評価
母国スウェーデンではアルバム・チャート入りを逃した。一方、日本では2009年10月12日付のオリコンチャートで最高21位を記録し、6週トップ300入りした。また、ドイツでは2009年10月9日付のアルバム・チャートで84位に達した。
フィル・フリーマンはオールミュージックにおいて5点満点中3.5点を付け「アンジェラ・ゴソウは前任のヨハン・リーヴァよりも感情表現が幅広く、そしてバンドの作曲能力も、年を経るごとに着実な成長を遂げていった」「演奏は印象的だが、ソングライティングに関しては、『ドゥームズデイ・マシーン』や『ライズ・オブ・ザ・タイラント』といった近作と比べて粗削りで、その当時のスウェーデンにおけるデスメタルの趨勢に乗っかっていた感がある」と評している。

## 収録曲
特記なき楽曲は作詞：マイケル・アモット／作曲：マイケル・アモット&クリストファー・アモット。
1. ルート・オブ・オール・イーヴィル - The Root of All Evil (Intro) – 1:06
  - 作曲：マイケル・アモット、ダニエル・アーランドソン
  - 本作が初出のインストゥルメンタル。
2. ビースト・オブ・マン - Beast of Man – 3:46
  - アルバム『スティグマータ』（1998年）より。
3. ジ・イモータル - The Immortal – 3:47
  - 作詞：ヨハン・リーヴァ、マイケル・アモット／作曲：マイケル・アモット、クリストファー・アモット
  - アルバム『バーニング・ブリッジズ』（1999年）より。
4. ディーバ・サタニカ - Diva Satanica – 3:48
  - アルバム『スティグマータ』より。
5. デモニック・サイエンス - Demonic Science – 5:23
  - アルバム『バーニング・ブリッジズ』より。
6. ベリー・ミー・アン・エンジェル - Bury Me An Angel – 4:25
  - 作詞・作曲：マイケル・アモット
  - アルバム『ブラック・アース』（1996年）より。
7. デッド・インサイド - Dead Inside – 4:24
  - アルバム『バーニング・ブリッジズ』より。
8. ダーク・インサニティ - Dark Insanity – 3:25
  - 作詞：ヨハン・リーヴァ／作曲：マイケル・アモット、ヨハン・リーヴァ
  - アルバム『ブラック・アース』より。
9. ピルグリム - Pilgrim – 4:51
  - アルバム『バーニング・ブリッジズ』より。
10. ディーモナイアリティ - Demoniality – 1:40
  - 作曲：マイケル・アモット
  - アルバム『ブラック・アース』より。
11. トランスマイグレイション・マカーブラ - Transmigration Macabre – 3:33
  - 作詞・作曲：マイケル・アモット
  - アルバム『ブラック・アース』より。
12. シルヴァーウイング - Silverwing – 4:22
  - アルバム『バーニング・ブリッジズ』より。
13. ブリッジ・オブ・ディスティニー - Bridge of Destiny – 7:56
  - アルバム『スティグマータ』より。

### 日本盤ボーナス・トラック
下記リストは2011年再発CD (QATE-10014)に準拠。日本初回盤CD (YRCG-90019)には、「ウォーニング」を除く5曲が追加された。また、下記の曲のうちライブ音源3曲は、ヨーロッパ限定盤にも収録された。
1. 明日への翼 - Wings of Tomorrow
  - 作詞・作曲：ジョーイ・テンペスト
  - ヨーロッパのカバー。
2. ウォーク・イン・ザ・シャドウ - Walk in the Shadows
  - 作詞・作曲：ジェフ・テイト、マイケル・ウィルトン、クリス・デガーモ
  - クイーンズライクのカバー。
3. ウォーニング - Warning
  - 作詞・作曲：ケルヴィン・モリス、ピーター・パーティル、ロイ・ウェインライト、ギャリー・マロニー
  - ディスチャージのカバー。
4. ベリー・ミー・アン・エンジェル（ライヴ） - Bury Me an Angel
  - 作詞・作曲：マイケル・アモット
5. ジ・イモータル（ライヴ） - The Immortal
  - 作詞：ヨハン・リーヴァ、マイケル・アモット／作曲：マイケル・アモット、クリストファー・アモット
6. ブリッジ・オブ・ディスティニー（ライヴ） - Bridge of Destiny

## 参加ミュージシャン
- アンジェラ・ゴソウ - ボーカル
- マイケル・アモット - ギター
- クリストファー・アモット - ギター
- シャーリー・ダンジェロ - ベース
- ダニエル・アーランドソン - ドラムス

アディショナル・ミュージシャン
- Karl Lönn - キーボード